# Ubiquiti
Ubiquiti je společnost založená v roce 2003 v San José (Kalifornie) jako Ubiquiti Networks, Inc. Nyní společnost sídlí ve městě New York, kde prodává a vyrábí produkty zejména pro bezdrátovou datovou komunikaci. Dalšími oborem činnosti společnosti jsou zabezpečovací a kamerové systémy. Společnost Ubiquiti působí ve více než 200 zemích po celém světě.
Zakladatelem a ředitelem společnosti je Robert J. Pera, který začal svoji kariéru ve společnosti Apple v roce 2003, avšak po 10 měsících založil společnost Ubiquiti a v současné době vlastní téměř 75 % společnosti. Vystudoval elektrotechniku a japonštinu na Kalifornské univerzitě v San Diegu.

## Produkty
Produkty Ubiquiti jsou zaměřeny na síťový a komunikační trh a patří mezi ně zabezpečovací zařízení (např. bezpečnostní senzory nebo bezpečnostní kamery) a bezdrátová zařízení (např. switche, routery, přístupové body nebo antény).

### airMAX AC
Řada airMAX AC podporuje technologii 802.11ac a využívá metodu Time Division Multiple Access (TDMA). Tato metoda umožňuje každému připojenému zařízení odesílat a přijímat data pomocí předem určeného časového slotu, který určí systém přístupového bodu. AirPrism je patentovaná technologie filtrace signálů Ubiquiti. Jedná se o selektivní izolaci nežádoucích kanálů, která vede ke zvýšení kapacity a propustnosti spoje. Její přínos je patrný zejména při větším počtu vysílajících zařízení na jednom místě. Ve velké míře je u těchto zařízení používána technologie MU-MIMO, která umožňuje jednomu bezdrátovému přístupovému bodu obsluhovat najednou více klientů. Využití technologie MIMO přináší Ubiquiti anténám řady AC a M výhody, mezi které patří vyšší odolnost vůči útlumu, snížený příkon nebo lepší pokrytí, větší kapacita a zvýšená datová propustnost. Vyšší verze zařízení z této řady využívají patentovanou filtraci signálu airPrism a GPS synchronizaci. Zařízení z této řady používají radiovou část na frekvencích 2,4 GHz nebo 5 GHz.

### airMAX M
Řada airMAX M podporuje technologii 802.11n a standardně využívá technologii MIMO 2x2 a Wi-Fi radiovou část v pásmu 2,4 GHz nebo 5 GHz. Teoretická maximální přenosová rychlost použité technologie je až 300 Mbps, vzhledem k použití MIMO 2x2. Tato řada podporuje i starší technologii 802.11b, kde zařízení pracují na frekvenci 2,4 GHz a mají přenosovou rychlost do 10 Mbps a 802.11g, kde zařízení pracují na frekvenci 2,4 GHz a mají přenosovou rychlost až 54 Mbps. Tuto řadu pohání operační systém AirOs 6, který umožňuje nastavit např. režim AP, klient nebo WDS, traffic shaping, QoS, sílu signálu, signalizační LED, výstupní výkon, zabezpečení (WPA, WPA2). Zařízení podporují IPv6.

### UniFi AC

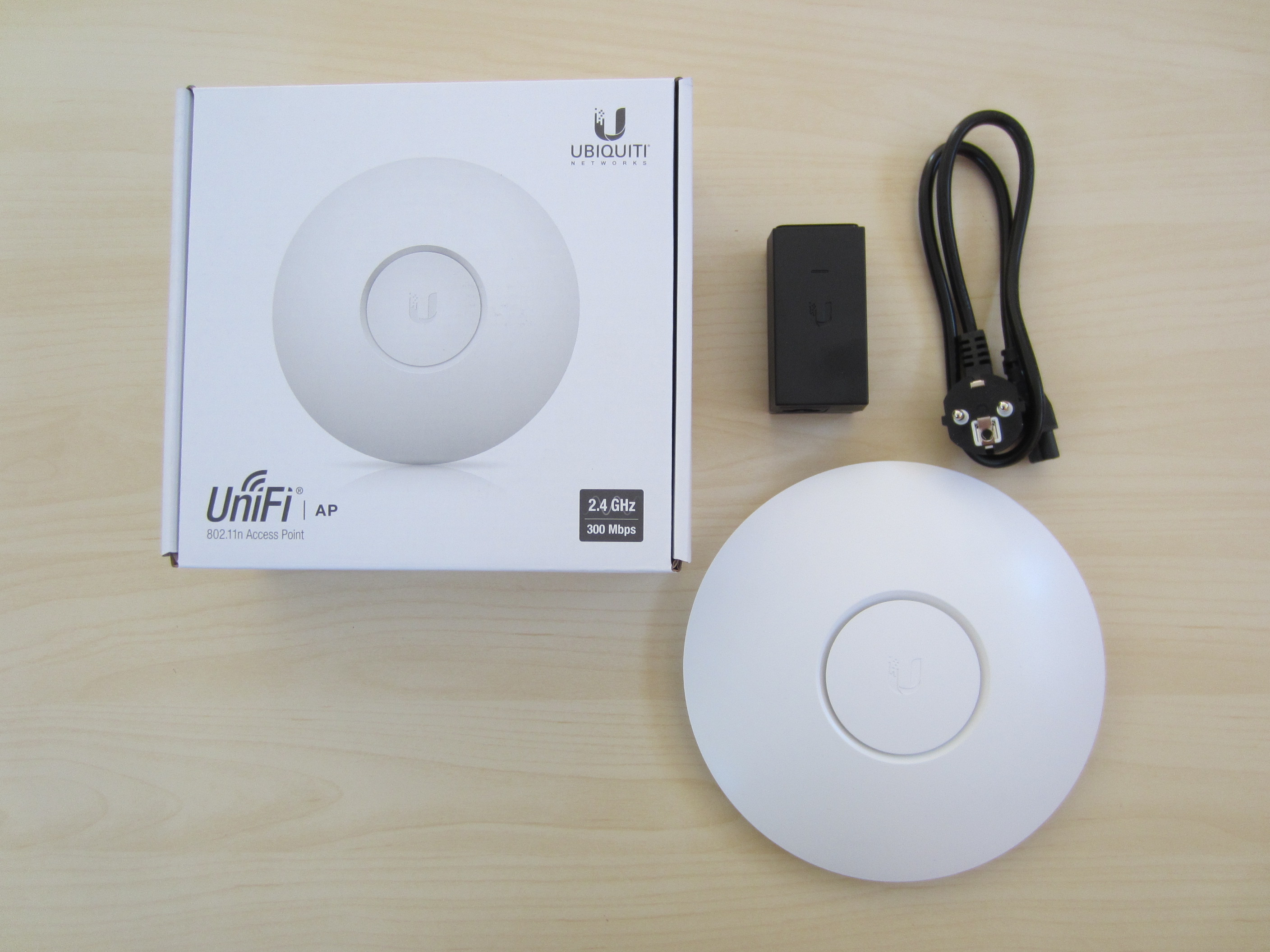
Přístupový bod Unifi

Řada UniFi AC je zaměřena na bezdrátové mesh síťové prvky s podporou technologie 802.11ac součástí této technologie je Multi-user MIMO (MU-MIMO), kde se běžně implementuje ve variantě 2x2 a u vyšších verzí ve variantě 3x3. Zařízení podporují standard 802.3at a podporují tak napájení pomocí PoE a jsou osazeny 1 Gbps ethernetovými porty. Zařízení podporuje dual-band a vysílají na frekvencích 2,4 GHz a 5 GHz. Teoretická rychlost u 2,4 GHz radiové části je až 867 Mbps a 1300 Mbps u 5 GHz radiové části.

### UniFi Video
Do řady UniFi video patří kamerové systémy, které obsahují NVR a samotné kamery. Kamery mají zabudovaný mikrofon a dle verze nabízí rozlišení od 720p 30 FPS až po 1080p 25 FPS. Provedení jsou venkovní i vnitřní. Software UniFi je předinstalovaný na NVR a poskytuje například funkce živého přenosu obrazu, detailní nastavení jednotlivých kamer včetně nastavení detekce pohybu.

### AirFiber
Označení AirFiber slouží pro antény, které slouží pro bezdrátové připojení typu Point-to-Point. AirFiber antény vysílají na bezlicenčních pásmech 5 nebo 24 GHz, kde je třeba pouze dodržet ostatní nařízení ČTÚ. Tyto antény mají efektivní tvarové provedení, které má za cíl snížit latenci a zvýšit dosah. Slouží pro vytvoření spojů na vzdálenost 10 až 100 km. Spoje dokážou teoreticky přenášet 1,2 Gbps (airFiber AF-5) nebo 1,4 Gbps (airFiber AF24HD).

### EdgeMAX
EdgeMAX je řada produktů do které patří Ubiquiti switche. Ty se nabízí v provedení 8, 16, 24 a 48 portů. Switche ve výchozím nastavení automaticky detekují na svých portech dle standardu IEEE 802.3af/at pasivní PoE nebo aktivní PoE. Některé z produktů obsahují dva SFP nebo SPF+ porty, které poskytuji rychlost až 10 Gbps.
EdgeSwitche podporují například funkce MSTP/RSTP/STP, VLAN, Link Aggeration, DHCP Snooping, RADIUS, TACACS+, 802.1x nebo ACL.

## Software

### AirOS
AirOS je operační systém určený pro produkty Ubiquiti airMAX. AirOS ve verzi 8 byl vydán v prosinci 2016 a od této doby se stále aktualizuje. AirOS 8 podporuje zařízení airMAX AC mezi která patří Rocket ac, NanoBeam ac, PowerBeam ac a LiteBeam ac.
AirOS 6 je verze operačního systému AirOS, která je určená pro zařízení airMAX M Series (např. Rocket M, NanoBeam M, NanoBridge M, PowerBeam M nebo PowerBridge M). AirOS 6 přišel s podporou protokolu IPv6 a QoS pro VLAN, kdy lze přiřadit prioritu odchozím paketům obsahujícím specifikované VLAN ID a předcházet tak zahlcení přenosového kanálu a snižování kvality síťových služeb například vyšší odezvou.
AirOS 8 poskytuje podporu airMAX Mixed Mode, airMAX AC protokolu, Point-to-Point protokolu nebo zabezpečení WPA2. Umožňuje volitelnou šířku přenosového pásma 10/20/30/40/50/60/80 MHz (liší se dle konkrétního produktu), automatický výběr kanálů a řízení výkonu vysílání. Byl zde vylepšen nástroj airMagic, přepracováno uživatelské rozhraní a implementována technologie HTML5. Tato verze je plně optimalizována pro mobilní zařízení. Systém poskytuje podrobné statistiky zařízení v síti.

### UniFi OS
UniFi OS je navržený pro správu síťových zařízení Ubiquiti. Součástí je aplikace, která je navržena pro snadnou optimalizaci domácích a firemních sítí. Pomocí UniFi Controlleru, který používá UniFi OS lze mapovat síťovou infrastrukturu a spravovat síťový provoz. Umožňuje spravovat reporty a analýzy a ulehčit tak zjišťování problémů v síti. Poskytuje přehledné statistiky a grafická zobrazení o aktuálním zatížení síťové infrastruktury.
UniFi OS pomocí Unifi Controlleru umožňuje nastavení uživatelských účtů včetně rozdělení na administrátorské účty a běžné uživatelské účty. Pro jednotlivá připojená zařízení umožňuje detailní nastavení šířky přenosového pásma, celkového objemu přenesených dat nebo nastavení doby připojení.